# Kangtega

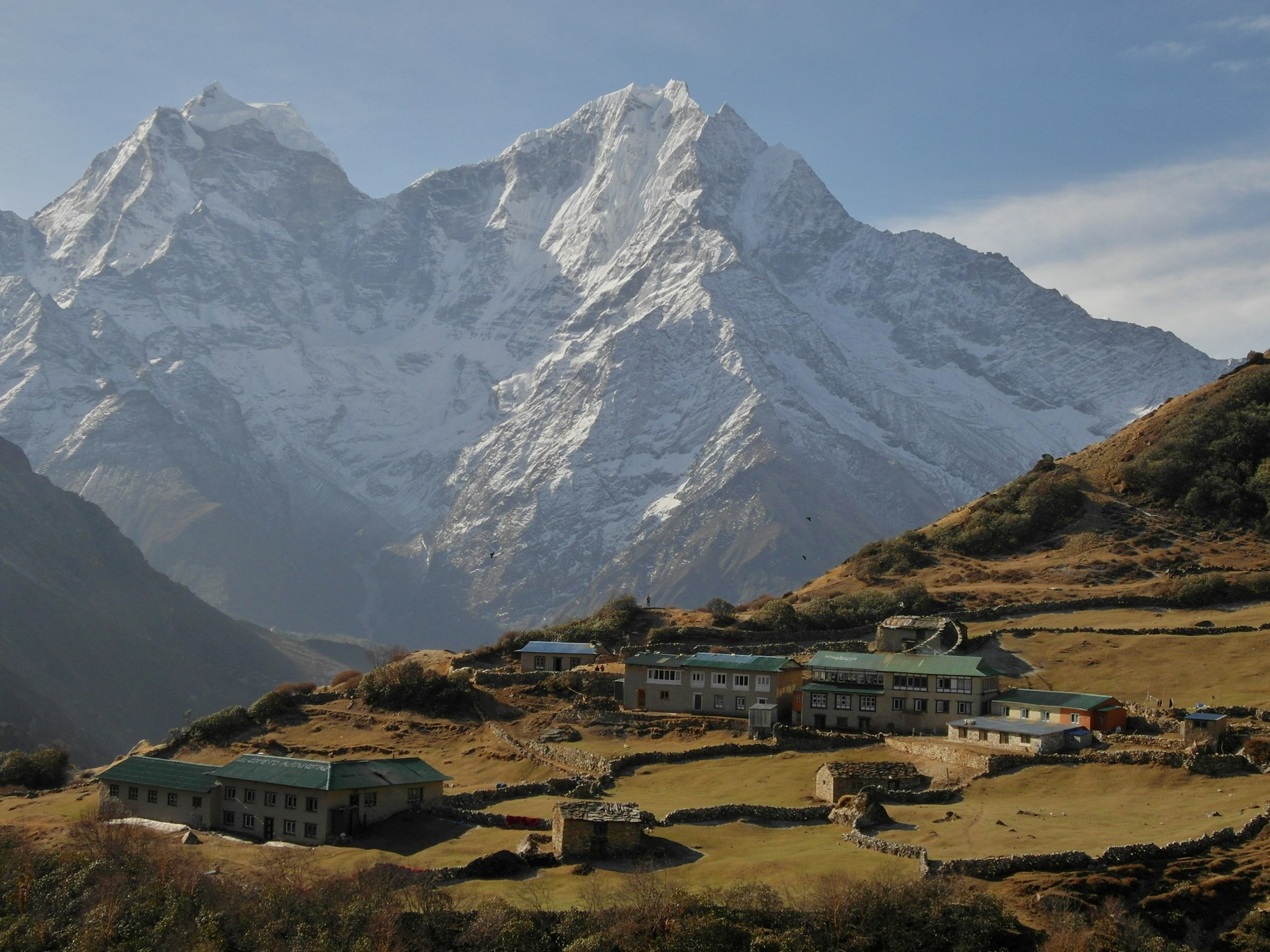
Kangtega (vlevo) společně Thamserku (vpravo). Pohled ze severozápadu z vesnice Dole.

Kangtega (též nazývaná Kantega nebo Kantaiga) je hora v severovýchodním Nepálu vysoká 6 783 m n. m. Nachází se v oblasti Khumbu, východně od města Namche Bazaar a jižně od vesnice Pangboche.

## Charakteristika
Směrem na jih od Kangtegy jsou hory Kyashar (6770 m) a Kusum Kanguru (6370 m), na západ Thamserku (6623 m), se kterou je Kangtega spojena hřebenem, na východ Malanphulan (6573 m) a Peak 41 (6548 m) a na severovýchod Ama Dablam (6856 m ).

## Prvovýstup
Expedice pod vedením Edmunda Hillaryho se podařilo vylézt na vrchol Kangtegy v červnu 1963. Dva Američané David Dornan a Tom Frost a dva Novozélanďané Michael Gill a Jim Wilson dosáhli vrcholu 5. června.